# 弗羅伊登巴赫河
53°11′16″N 12°1′36″E / 53.18778°N 12.02667°E

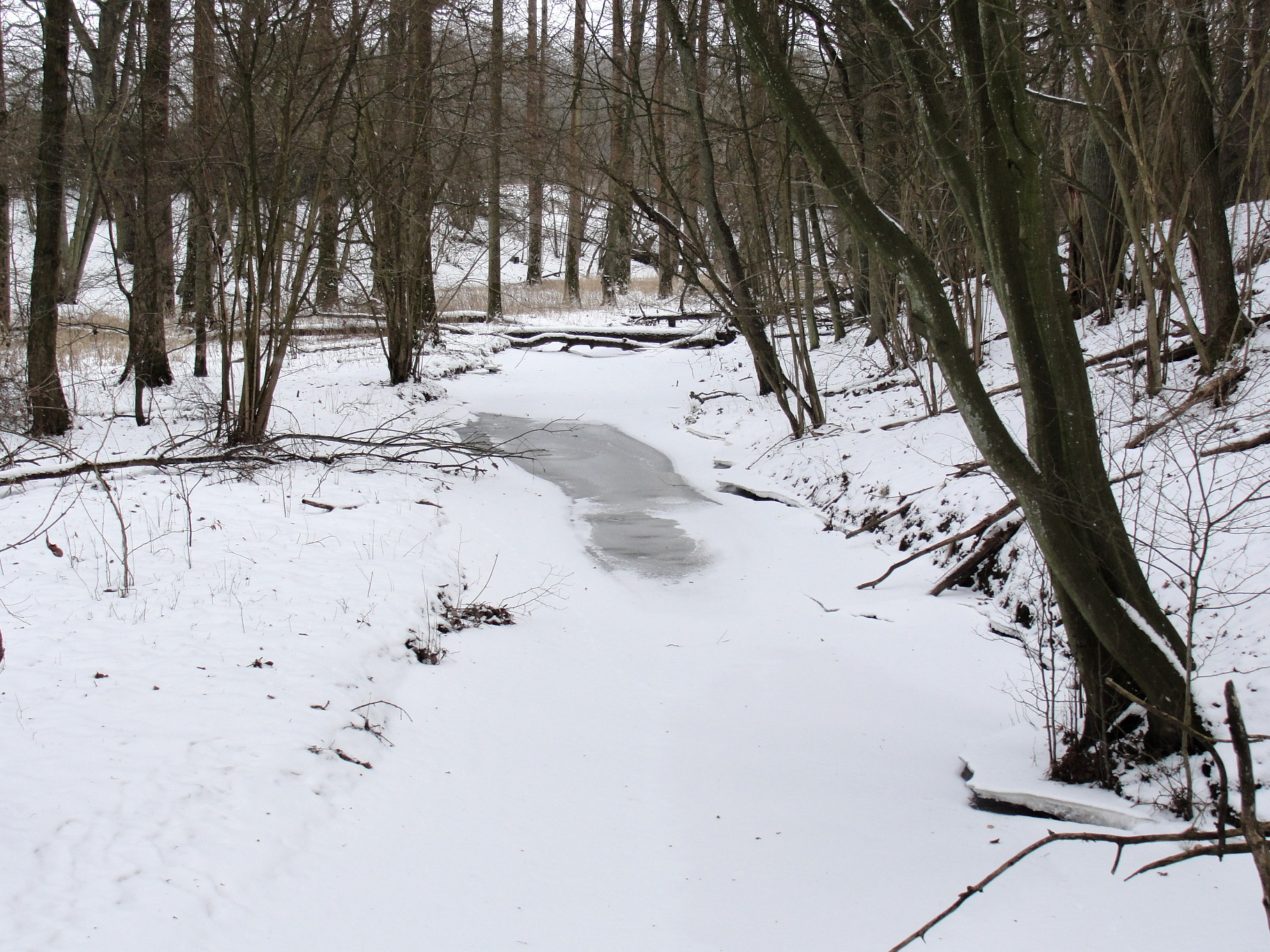
冬季結冰下的弗羅伊登巴赫河

弗羅伊登巴赫河（德語：Freudenbach），是德國的河流，位於該國東北部，由勃蘭登堡州負責管轄，屬於施泰珀尼茨河的右支流，流經路德維希斯盧斯特-帕爾希姆縣和普里格尼茨縣，河道全長17.8公里。